# Modèles de Taylor
Pour les articles homonymes, voir Taylor.
En calcul scientifique, les modèles de Taylor sont une approche permettant d'approximer les fonctions mathématiques de manière rigoureuse à l'aide de polynômes de Taylor et d'intervalles d'encadrement.

## Contexte
Au croisement des mathématiques et de l'informatique, le calcul certifié consiste à estimer de manière rigoureuse l'influence de différentes incertitudes numériques sur le calcul. Ces incertitudes proviennent surtout de deux sources :
- Des erreurs de calculs dues à la précision finie des ordinateurs.
- Des incertitudes sur les variables du modèle de calcul.

Les méthodes d'intervalles permettent de prendre en compte ces deux sources d'erreurs, mais elles entraînent un coût non négligeable en complexité, notamment du fait qu'il devient nécessaire de contrôler à tout instant ces intervalles de contrôle dont la taille peut exploser lors d'applications algorithmiques.

## Définition
Si {\displaystyle v} est un entier, soit {\displaystyle f} une fonction supposée {\displaystyle {\mathcal {C}}^{n+1}} sur {\displaystyle D_{f}\subset R^{v}}, et soit {\displaystyle {\vec {B}}\subset [a_{1},b_{1}]\times \cdots \times [a_{v},b_{v}]\subset D_{f}} une boîte d'intervalles contenant le point {\displaystyle {\vec {x_{0}}}}.
Soit {\displaystyle T} le polynôme de Taylor de {\displaystyle f} en {\displaystyle {\vec {x_{0}}}}. L'intervalle {\displaystyle I} est une borne du reste d'ordre {\displaystyle n} pour {\displaystyle f} sur {\displaystyle {\vec {B}}} si
{\displaystyle f({\vec {x}})-T({\vec {x}})\in I\quad {\text{pour tout }}{\vec {x}}\in {\vec {B}}}
La paire {\displaystyle (T,I)} est un modèle de Taylor de {\displaystyle f} d'ordre {\displaystyle n}. L'ensemble de toutes les bornes de restes est appelée la famille des restes.

## Propriétés
Le but des modèles de Taylor est de servir d'objets de calculs. Il est donc nécessaire de définir les opérations élémentaires d'addition et de multiplication de modèles de Taylor, ainsi que des fonctions élémentaires comme l'exponentielle ou le logarithme. Par exemple, l'addition :
Si {\displaystyle (T_{f},I_{f})} et {\displaystyle (T_{g},I_{g})} sont des modèles de Taylor d'ordre {\displaystyle n}, le modèle de Taylor {\displaystyle (T_{f}+T_{g},I_{f}+I_{g})} est un modèle de Taylor de {\displaystyle f+g} étant donné que
{\displaystyle (f+g)({\vec {x}})\in (T_{f}+T_{g})({\vec {x}})+(I_{f}+I_{g})\quad {\text{pour tout }}{\vec {x}}\in {\vec {B}}}
En appliquant ces règles de manière répétée, il est possible de calculer des modèles de Taylor de toutes les fonctions qui consistent en la répétition d'opérations d'addition, multiplication, et de fonctions élémentaires - ce qui inclut toutes les fonctions représentables par un ordinateur.

## Applications[2]
- Lors de la résolution d'équations différentielles ordinaires[3].
- Dans des problèmes d'optimisation sous contraintes[4].
- Dans la résolution d'équations différentielles algébriques (en)[3].